# Валент (Римска империя)
Вижте пояснителната страница за други личности с името Валент.
Флавий Юлий Валент (на латински: Flavius Iulius Valens) е император на Източната Римска империя от 364 до 378 година. В историческата литература понякога е означаван като Валент II, среща се и с името Валенс.
Валент е назначен за император на Източната империя от по-големия си брат Валентиниан I.
Валент губи живота си в резултат на катастрофалното си сражение срещу готите на 8 август 378 г. при Адрианопол. Така става вторият римски император (след Деций) и първият византийски император загинал в битка с външни врагове (вторият е Никифор I Геник).
Събитията от 376 – 378 година имат много фатални последици за съдбата на империята. С това повратно сражение приключва ерата на римското тактическо превъзходство спрямо варварските племена.

## Управление
Валент е издигнат на трона от брат си Валентиниан на 28 март 364 г. в Константинопол. След това Валентиниан запазва западната половина на Римската империя под своя власт.
Началото на управлението на Валент е белязано с тежко бедствие. В 365 г. Антиохия и други градове на Източното Средиземноморие са разрушени от голямо земетресение.
Неталантлив, нетактичен и неопитен, Валент няма нито успешната военна кариера на брат си, нито е бил образован, но за сметка на това е доверен поставеник на Валентиниан I.
Въпреки че през управлението си облекчава някои данъчни задължения и построява акведукт в столицата, той остава непопулярен сред мнозинството от народа и духовниците, поради това, че е ариан.
Валент се бори, както с вътрешна съпротива и заговори, така и с външни заплахи. По-голямата част от управлението си прекарва в походи с неясен резултат, водени срещу Сасанидска Персия за контрола над Армения и Месопотамия. Докато той воюва на източната граница, в столицата избухва въстанието на узурпатора Прокопий (365 – 366). Валент е принуден да сключи бързо примирие с персите, като им отстъпва спорните територии в Армения, след което се насочва срещу Прокопий, който е разгромен от него, а след това императорът започва политика на терор срещу знатното съсловие, избива много граждани, обвинени в магия и предателство и присвоява богатствата им.
В края на 60-те и началото на 70-те години на IV век Сасанидска Персия и Източната римска империя отново водят оспорвана борба за надмощие в Арменското царство и Иверия. През 375 г. избухва военен бунт в Исаврия. В подновените по-късно войни с персите (375 – 378) и сарацините (377 г.) на изток, римляните отново постигат само частичен успех.

### Война срещу готите
В периода 4 – 5 век се ускорява процесът на т.нар. Велико преселение на народите: бягащи от неблагоприятните условия за живот номадските племена от Централна Азия тръгват на Запад, като изтикват евразийските племена към границите на Римската империя. Притиснати от нашествието на степните хуни от Изток, готите търсят спасение в римските територии на Балканите.
През 367 – 369 г. римляните водят напрегната отбрана срещу готските племена, които са навлезли в Мизия (Първата Готска война). Император Валент лично води кампанията от щаба си в Марцианопол. Постигнато е споразумение, готите да се заселят на римска територия около Дунав и да получат статут на федерати с ограничена автономия. В замяна, те трябва да участват като помощна войска в имперската армия. Държавните служители третират зле, унижават и ограбват готските заселници, и това довежда до тяхното недоволство и неподчинение, което скоро прераства в бунт.

### Въстание на готите
Обединените племена федерати въстават срещу произвола на римляните и започват да опустошават Тракия. Въстанието бързо придобива класов характер, готите са подкрепени от недоволни римски поданици: обеднели селяни и роби. Прекъсналият за втори път войната със Сасанидите Валент, бърза да се разправи с въстаниците, които подценява и подстрекаван от своите съветници, не изчаква помощта на западния си колега и племенник Грациан, прославен военачалник, комуто Валент изглежда завижда. Решен да го изпревари, той с наличните в столицата войски тръгва на север, срещу силите на готския вожд Фритигерн.

### Битка при Адрианопол (378)
В горещия летен следобед на 8 август 378 г. се състои решителното сражение край Адрианопол, дн. Одрин. Валент прибързано хвърля изморените от дълъг поход войници, срещу превъзхождащата по брой и позиции армия на въстаналите федерати и простолюдие. Отначало настъплението на тежката римска пехота е уверено и те обкръжават варварското опълчение, укрепено в лагер. Впоследствие имперската войска бива атакувана в гръб от чакащата в засада тежка конница на готите. В страховитото клане над 2/3 от легионерите са убити, само за няколко часа е погубена военната мощ на Източната империя.

Самият император е ранен от стрела и отнесен все още жив в една извънградска вила, която скоро е обсадена и запалена от врага. Валент загива заедно с всички вътре. 